# 129-я танковая бригада
129-я танковая бригада— танковая бригада автобронетанковых, позже БТиМ войск Красной армии ВС Союза ССР, в годы Великой Отечественной войны.
Сокращённое наименование — 129 тбр.

## История формирования
129-я танковая бригада была сформирована в сентябре 1941 года в городе Харьков на базе 12-й танковой дивизии по штату № 010/78.
28 августа 1944 года соединение было преобразовано в 4-ю учебную танковую Черниговскую бригаду по приказу Народного Комиссара Обороны Союза ССР № 0041сс.

## Участие в боевых действиях

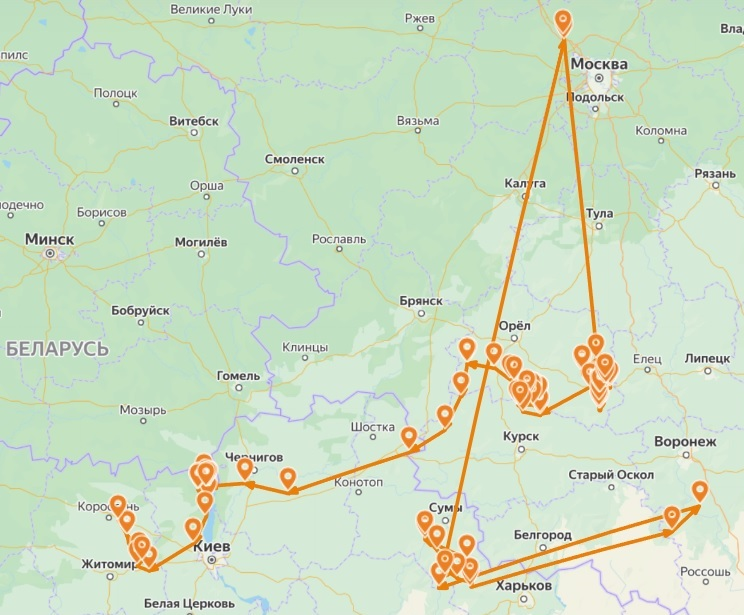
Боевой путь 129 тбр

Сразу после сформирования 15 сентября 1941 года 129-я танковая бригада была дислоцирована в районе города Ахтырка. 129-й танковой бригаде вместе с 1-й танковой бригадой, 100-й стрелковой дивизией и 2-м кавалерийским корпусом была поставлена задача нанести удар в направлении села Ромны, для содействия войскам группировки генерал-полковника М. П. Кирпоноса. 129-я тбр пошла в наступление 18 сентября после 2-го кавалерийского корпуса, но военная задача была не выполнена. Войскам пришлось переходить к обороне на линии Ольшана — Гадяч — Шишаки — Диканька. 23 сентября 129-й танковый полк 129-й тбр в районе Ольшаны вёл бои для выхода 100-й стрелковой дивизии из окружения. 28 сентября танки противника прорвали оборону в районе Васильевка — Козельское, части, в том числе 129-я танковая бригад, были вынуждены отбивать нападение противника и отступить.
5 октября 1941 года 129-я танковая бригад выведена на доукомплектование в Ахтырку, затем с 20 ноября по 4 декабря в Воронеж. С 4 декабря вошла в состав конно-механизированной группы генерал-майора В. Д. Крюченкина для проведения фланговых и тыловых боёв Елецкой группировки немцев. Отличилась в Елецкой наступательной операции.
3 января 1942 года 129-я танковая бригад передана в подчинение 13-й армии и совместно с 1-й стрелковой дивизией вела оборонительные бои в направлении Ворово — Гремячье. С 8 января по 1 февраля 1942 года вела оборонительные бои в составе 143-й стрелковой дивизии. В феврале бригада находилась в резерве 13-й армии.

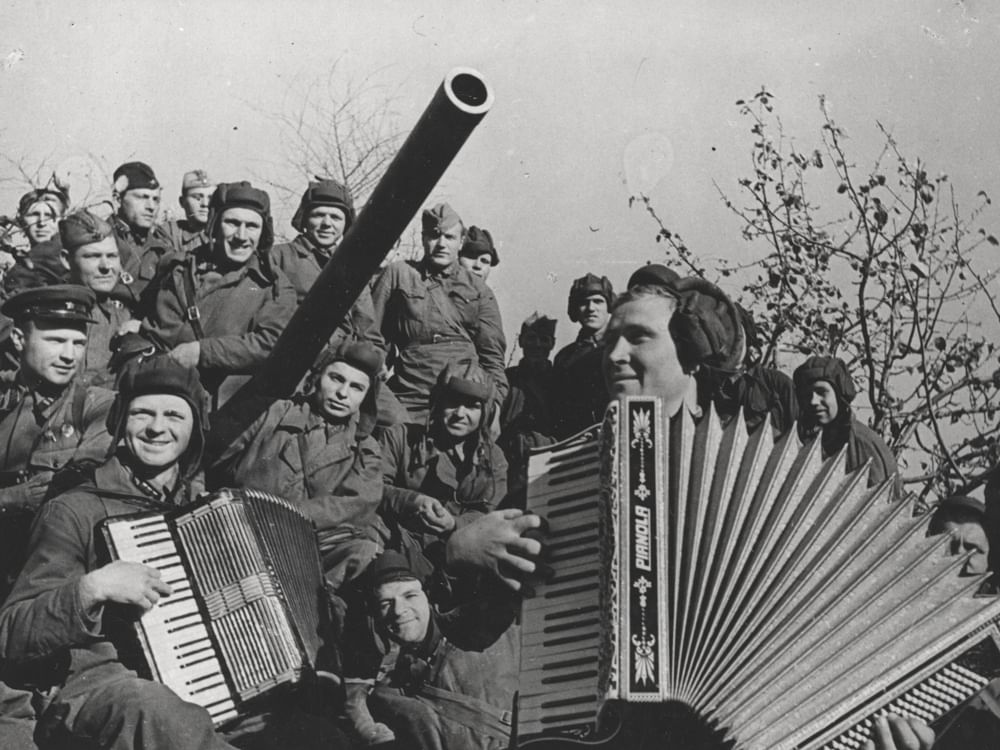
В часы отдыха в 129-й танковой бригаде. Политрук-орденоносец 129-го мотострелкового-пулеметного батальона Николай Филиппович Гура (1917 г.р.) и помощник командира разведвзвода роты управления бригады старший сержант Михаил Лукьянович Кошлаков (1918–убит 27.01.1943) исполняют танкистам на трофейных аккордеонах русские песни. 1942 г.

По журналу боевых действий 13-й армии 129-я танковая бригад с 17 марта 1942 года выведена в резерв Брянского фронта. К 17 апреля сосредоточилась в районе города Елец на доукомплектование для получения танков Т-60. В июне вела оборонительные бои в районе Марьино — Ольшаное. В конце июля велись ожесточённые оборонительные бои в Курском направлении в районах реки Кшень, Кирилловка, Жерновка, которые отмечены как успешные. Умелое руководство бригадой позволило задержать наступление 1-й танковой дивизии противника, 129-й тбр удалось отбить наступление на Ливны и Воронеж. За что командиру бригады Аникушкину и полковому комиссару Котцову была объявлена благодарность.
В газете «Комсомольская правда» бойцы 129-й тбр под командованием полковника Ф. Г. Аникушкина были неоднократно отмечены в статьях. Корреспондент Ю. А. Жуков писал, что рубеж Аникушкина называют бронированным рубежом.
Из писем Ф. Г. Анникушкина домой:
Прошло уже 23 дня, как мы ведём ожесточённые бои с фашистскими извергами. Дела у меня с моим народом идут неплохо. О моём народе под моей фамилией пишут сейчас в центральной печати, читай газеты с I июля и далее...(23 июля)...Прошли горячие бои. Эти бои для меня и для моего народа были успешными. Я со своим народом представлен к высокому званию "гвардеец". Меня представили к очередному воинскому званию и к ордену Ленина, к выдвижению на должность командира механизированного корпуса....(6 августа)
*129-я тбр так и не была удостоена звания гвардейской.
20 октября 1943 г. переподчинена командующему 60-й армии 1-го Украинского фронта.
4 января 1944 года выведена в резерв Ставки Верховного главнокомандования в город Чугуев.
Приказом Заместителя НКО № 0041сс от 28.08.1944 года переформирована в 4-ю учебную танковую Черниговскую бригаду.

## В составе
| Дата                    | Фронт (округ)        | Армия      | Дивизия                  |
| ----------------------- | -------------------- | ---------- | ------------------------ |
| 01.09.1941 — 13.09.1941 | Юго-Западный фронт   | -          | -                        |
| 29.09.1941 — 16.10.1941 | Юго-Западный фронт   | 21-я армия | -                        |
| 04.01.1942 — 08.01.1942 | Брянский фронт       | 13-я армия | -                        |
| 08.01.1942 — 01.02.1942 | Брянский фронт       | 13-я армия | 143-я стрелковая дивизия |
| 01.02.1942-01.04.1943   | Брянский фронт       | 13-я армия | -                        |
| 01.04.1943-20.10.1943   | Центральный фронт    | 13-я армия | -                        |
| 20.10.1943 — 04.01.1944 | 1-й Украинский фронт | 60-я армия | -                        |
| 04.01.1944 — 04.01.1944 | 1-й Украинский фронт | 13-я армия | -                        |

## Состав
На момент сформирования
- Управление бригады [штат № 010/75]
- 129-я рота управления [штат № 010/76]
- 129-я разведывательная рота [штат № 010/77]
- 129-й танковый полк [штат № 010/78] — три батальона
- 129-й моторизованный стрелковый батальон [штат № 010/79]
- 129-й зенитный дивизион [штат № 010/80]
- 129-я автотранспортная рота [штат № 010/81]
- 129-я ремонтно-восстановительная рота [штат № 010/82]
- 129-й медико-санитарный взвод [штат № 010/83]

С 12 декабря 1941 года
- Управление бригады [штат № 010/303]
- Рота управления [штат № 010/304]
- Разведывательная рота [штат № 010/305]
- 1-й отд. танковый батальон [штат № 010/306] — пп № 01070
- 2-й отд. танковый батальон [штат № 010/306] — пп № 01097
- 129-й мотострелково-пулемётный батальон [штат № 010/307]
- Ремонтно-восстановительная рота [штат № 010/308]
- Автотранспортная рота [штат № 010/309]
- Медико-санитарный взвод [штат № 010/310]

## Укомплектованность
| Дата          | Количество танков | Типы танков                                                                                    |  |
| ------------- | ----------------- | ---------------------------------------------------------------------------------------------- |  |
| на 05.07.1943 | 49                | КВ — 10 шт., Т-34 — 21 шт., Т-70 — 8 шт., Т-60 — 10 шт.                                        |  |
| на 29.10.1943 | 47                | «Валентайн» — 11 шт., «Матильд» — 6 шт., КВ — 3 шт., Т-34 — 20 шт., Т-60 — 5 шт., Т-70 — 2 шт. |  |

## Командование

### Командиры бригады
- Копылов Георгий Иванович (полковник) — 01.09.1941 — 12.12.1941
- Аникушкин Фёдор Георгиевич (полковник) — 12.12.1941 — 08.08.1942
- Петрушин Николай Васильевич (полковник) — 09.08.1942 — 08.06.1944
- Кузнецов Тимофей Георгиевич (полковник) — 09.06.1944 — 28.08.1944

### Заместители командира бригады по строевой части
- Трубицкий Василий Фёдорович (подполковник) — 12.04.1942 — 09.06.1942
- Колесников Семён Гаврилович (подполковник) — 05.04.1943 — 22.07.1943

### Начальники штаба бригады
- Коденец Александр Петрович (подполковник) — 01.09.1941 — 25.03.1942
- Петрушин Николай Васильевич (подполковник) — 12.04.1942 — 09.08.1942
- Бабушкин Николай Иванович(майор) — 09.08.1942

### Военные комиссары бригады
- Жуков Пётр Семёнович(полковой комиссар) — 01.09.1941 — 14.05.1942
- Котцов Александр Васильевич (полковой комиссар) — 14.05.1942 — 19.06.1943[25]

### Заместитель командира бригады по технической части
- Медведев Владимир Андреевич (батальонный комиссар) — 01.09.1941 — 23.09.1941
- Беловодченко Александр Николаевич (батальонный комиссар) — 05.11.1941 — 19.03.1943
- Китченко Николай Аввакумович (батальонный комиссар) — 19.03.1943 — 19.06.1943
- Котцов Александр Васильевич (полковник) — 19.06.1943 — 21.06.1944
- Доровицын Зосим Афанасьевич (подполковник) — 21.06.1944 — 19.09.1944[26]